# 최정기
최정기(崔貞基, 1913년 4월 20일~2000년 2월 1일)는 대한민국의 독립유공자, 정치인이다. 제6대 국회의원을 역임했다.

## 생애
1913년 4월 20일, 일제강점기 조선 전라남도 광주군에서 태어났다. 광주농업학교에 재학 중이던 당시 독서회를 조직했으며 광주학생항일운동에 참여하였다. 이에 1930년, 일제 재판으로 넘겨졌으며 치안유지법 위반을 이유로 징역 3년을 선고받았다. 이어 상고를 통해 대구복심법원에서 징역 1년을 확정받았다.
출소 이후 일본으로 유학을 갔으며 교토중학교와 도쿄공업대학 화학공학과를 졸업했다. 광복 이후 조선대학교 공대 학장을 맡았으며 제2대 조선대학교 총장을 지냈다.
1963년 제6대 국회의원 선거를 앞두고 민주공화당의 전국구 순번 21번으로 공천되었으며 선거 결과 당선권 내에 들면서 제6대 국회의원으로 당선되었다. 제7대 국회의원 선거를 앞두고 민주공화당 소속으로 전남 광주시 갑 선거구에 출마했으나 46.24%의 득표율을 기록하면서 2위로 낙선했다. 제8대 국회의원 선거에서도 같은 선거구에 출마했으나 낙선했다.
1971년 6월 21일, 제4대 전라남도교육감에 임명되었으며 1975년 6월 22일까지 직을 수행했다.
독립 운동의 공을 인정받아 1968년에는 대통령표창을 받기도 했으며 1990년에는 건국훈장 애족장에 서훈되었다.
2000년 2월 1일에 사망했다.

## 학력
- 교토중학교 졸업
- 도쿜공업대학 화학공학과 졸업
- 조선대학교 대학원 졸업

## 경력
- 일본광과학공업주식회사 전무취체역
- 조선대학교 총장
- 민주공화당 전남도지부 위원장
- 민주공화당 전남제1지구당 위원장
- 민주공화당 당무위원

## 역대 선거 결과
|  | 33.5% |

|  | 46.24% |

|  | 40.19% |